# 2708 Burns
2708 Burns (1981 WT) là một tiểu hành tinh vành đai chính được phát hiện ngày 24 tháng 11 năm 1981 bởi Bowell, E. ở Flagstaff (AM).